# SN 2007qy
SN 2007qy – supernowa typu Ia odkryta 5 listopada 2007 roku w galaktyce A015515+0038. W momencie odkrycia miała maksymalną jasność 22,10m.